# Taifa Lorca
De taifa Lorca was een emiraat (taifa) in de regio Murcia in het zuidoosten van Spanje. De stad Lorca (Arabisch: Lurqa) was de hoofdplaats van de taifa. De taifa kende twee afzonderlijke periodes: van 1042 tot 1091 en van 1228 tot 1250, toen het werd veroverd door de taifa Murcia.

## Eerste taifa (1042-1091)
De taifa ontstond in 1042, toen Lorca zich onafhankelijk verklaarde van de taifa Valencia. De eerste emir was Ma'n ibn Sumadih. Hij was in de taifa Almería in strijd gewikkeld met Mohammed al-Mutasim. Laatstgenoemde werd daar emir en Ma'n ibn Sumadih trok naar Lorca. Hij breidde zijn macht uit tot de steden Jaén en Baza. De Banu Labbun kwam in 1051 met Ibn Khatib aan de macht. In 1091 waren het de Almoraviden uit Marokko die de taifa veroverden.

## Tweede taifa (1228-1250)
De taifa kende in de 13de eeuw een tweede periode, dit was na de val van de Almoraviden uit Marokko, van 1228 tot aan 1250, toen het door de taifa Murcia werd veroverd.

## Lijst van emirs
Banu Sumadih
- Ma'n ibn Sumadih: 1042-1051

Banu Labbun
- Ibn Khatib: 1051-?
- Abu Mohammed Abd Allah ibn Labbun: ?
- Abu Ayas ibn Labbun: ?
- Abu al-Asbagh ibn Labbun Sad ad-Dawla: ?-1091
- Aan de Almoraviden uit Marokko: 1091-1145

Banu Ahli
- Abu Abd Allah Mohammed ibn Ali ibn Ahli: 1228-1244
- Ali ibn Abu Abd Allah ibn Ali ibn Ahli: 1244-1264
- Mohammed: 1264-1265
- Aan taifa Murcia: ca. 1265